# Vadim Mulerman
Vadim Iosifovich Mulerman (Kharkiv, 18 de agosto de 1938 – Nova York, 2 de maio de 2018) foi um cantor ucraniano-soviético, radicado nos Estados Unidos.
Foi premiado com os títulos de Artista Meritório da RSFSR (1978), Artista do Povo da RSFSR e Artista Merecido da Ucrânia. Em 1971, por causa de Sergey Lapin, o então presidente do Comitê Estadual da URSS para a Rádio e Televisão (Gosteleradio), Mulerman, junto com vários outros cantores de ascendência judaica, foi impedido de aparecer na televisão.
Desde 1989, Mulerman viveu nos Estados Unidos, onde, na Flórida, fundou e administrou um teatro musical infantil. Em 2008, ele voltou a viver em Kharkiv e trabalhou em um teatro musical jovem. 
Morreu em 2 de maio de 2018 em Nova York, aos 79 anos de idade. 